# Leucania oregona
Leucania oregona là một loài bướm đêm trong họ Noctuidae.